# Нагаминэ, Саори
Саори Нагаминэ (яп. 永峰 沙織; род. 5 июля 1993, Нагасаки) — японская лучница, выступающая в соревнованиях по стрельбе из олимпийского лука. Она участвовала на Олимпийских играх 2016, а также завоёвывала медали на этапах Кубка мира

## Карьера
В 2014 году в составе китайской сборной выиграла бронзу на этапе Кубка мира в Шанхае, а спустя год золото в Анталье.
На чемпионате мира 2015 года в Копенгагене показала 32-й результат в рейтинговом раунде. В первом матче плей-офф Саори победила с сухим счётом Шамоли Рэй из Бангладеш, но во втором раунде уступила россиянке Ксении Перовой. В командном турнире вместе с Каори Каванака и Юки Хаяси японки дошли до полуфиналов, победив КНДР и Китай, однако уступили в перестрелке сборной Индии (27 очков против 30) и затем в бронзовом матче не сумели одолеть лучниц Южной Кореи, заняв итоговое четвёртое место.
Нагаминэ была включена в состав сборной Японии решением национального Олимпийского комитета для участия в летних Олимпийских играх 2016 в Рио-де-Жанейро. Она получила право участвовать и в индивидуальных, и в командных турнирах. В предварительном раунде Нагаминэ набрала 621 очко, заняв в рейтинге 39-е место. Сумма трёх японских девушек составила 1862 в рейтинговом раунде, принеся сборной Японии девятый посев в командном турнире.
Нагаминэ, Юки Хаяси и бронзовый призер Олимпиады-2012 Каори Каванака убедительную победу над Украиной со счетом 6:2 в матче первого раунда, но затем попали на будущих чемпионок из Южной Кореи в четвертьфинале, проиграв матч 1:5. В женском индивидуальном турнире Нагаминэ уступила представительнице Бразилии Ане Марселле дос Сантос со счётом 3:7 и покинула соревнования.